# Уплътнено използване на земята
Интензивното сеитбообращение има за цел да се увеличи вегетационния потенциал на полето, т.е уплътняването на сеитбообращението с междинни култури. Това води до увеличаване коефициента на използване на земята и изисква внедряването на интензивни земеделски фактори като напояване, интензивно торене, интензивна обработка на почвата, в т.ч. и подобряване на видовия и сортовия състав на културите.
Крайната цел на уплътняването е в една стопанска година да се получат две и повече реколти от едно поле. Това за условията на България може да се получи чрез отглеждане на втори и предкултури.

## Пример за интензивно сеитбообръщение на поливни площи
1-во поле: грах, фасул
2-ро поле: пшеница + втора култура
3-то поле: предкултура + царевица
4-то поле: пшеница
5-о поле: слънчоглед
6-о поле: ечемик + втора култура

## Междинни култури
Уплътняването е важна особеност на сеитбообращенията на поливни площи. При климатичните условия на България, характеризиращи се с обилни количества светлина и топлина, продължителен безмразен период и др. подходящи условия, единственият ограничаваш фактор е ниската сума на валежите през летния период. При отстраняването на този фактор уплътняването е напълно възможно, икономически и агротехнически изгодно. То се постига, чрез въвеждане на междинни култури, които се засяват и дават добив през периода от прибиране на предшестващата основна култура до засяване (разсаждане) на следващата основна култура.
Използват се три групи междинни култури:
- Подсевни – засяват се под основната култура;
- Следжътвени (втори) – засяват се или се разсаждат след прибиране на основната култура;
- Предпосевни (предкултури) – засяват се през есента или рано през пролетта, а реколтата се прибира преди засяването на основната култура.

Междинните култури, са важен източник на допълнителна растителна продукция и увеличават вегетационния потенциал на полетата. Те извличат нитратите от почвата, с което предотвратяват измиването им от зимните и летни валежи. Допринасят за намаляването на почвената ерозия и заплевеляването на полетата и могат да се използват за зелено торене или като зелен фураж за животните, което удължава с около 30 дни приемането на зелена храна от животните.

## Начини на уплътняване на земята
Уплътняването при нашите условия това става по следните няколко начина:
- Отглеждане на зимни междинни култури (предкултури) – засяват се през есента, а се прибират преди сеитбата на основната култура. Подходящи са: зимна ръж, зимен фий, зимен грах, репко.
  - Този начин на уплътняване е особено подходящ за наклонени терени с цел намаляване на водната ерозия.
  - Междинните култури при този начин на уплътнение могат да се използват и за зелено торене. Като сидерати са подходящи бобовите култури (фуражен грах, лупина, комунига), които се развиват интензивно през пролетта и бързо се разлагат при заораване (заораването им трябва да стане поне 10 – 15 дни преди сеитбата).

При поливни условия културите за зелено торене могат да се засяват и през лятото, след прибирането на житните със слята повърхност и да се заорат късно на есен с дълбоката оран.
- - Зимните предкултури могат да се използват за паша, силаж или сено.
  - Подходящо, уплътнено с предкултури, е следното: Пшеница (ечемик) – предкултура + царевица – пшеница – захарно цвекло (слънчоглед).
- Отглеждане на пролетни предкултури. Засяват се рано напролет и се прибират преди сеитбата на основната култура. Най-често се засява грах като предкултура на тютюн и царевица. Подходящи са пролетен фий и едногодишни житно-бобови смески.
- Отглеждане на втори култури. Засяват се след земеделски култури, прибиращи се през първата половина на лятото – т.е. най-често след пшеница и ечемик. За условията на България това е възможно, най-вече при поливни условия.
  - Вторите култури се прибират на есен и след тях се отглеждат най-вече пролетни култури.
  - Най-често като втори култури се отглеждат царевица за силаж, по-рядко грах, слънчоглед, захарна метла, грахово-фиева смеска, просо и др. След по-рано прибиращи се култури, като втори могат да се засяват култури за зърно – царевица (ранни хибриди), фасул, просо и др.
  - Като втори култури често се отглеждат и зеленчуци: зеле, домати, зелен фасул, грах, краставици.
  - Подходящо уплътняване с участие на втори култури може да се получи при следното зеленчуково сеитбообращение: Фиево-грахова смес + царевица (втора култура) – Пипер – Ранни домати + царевица (втора култура) – Зелен грах + домати (втора култура) – Ранни картофи + царевица (втора култура) – Зелен фасул + късно зеле.